# Karl-Gottfried Nordmann
Karl-Gottfried Nordmann (22 de Novembro de 1915 – 22 de Julho de 1982) foi um piloto alemão da Luftwaffe durante a Segunda Guerra Mundial. Voou em mais de 800 missões de combate, nas quais abateu 78 aeronaves inimigas, o que fez dele um ás da aviação.
Nascido em Giessen, Nordmann deu-se como voluntário para o serviço militar na Luftwaffe em 1936, no III Reich. Depois de obter instrução de pilotagem, foi colocado na Jagdgeschwader 132 (JG 132) em Outubro de 1938, sendo a unidade subordinada à Jagdgeschwader 51 (JG 51). Combateu em batalhas aéreas nos céus da Polónia, da França e da Grã-Bretanha, alcançando 9 vitórias. Com a invasão da União Soviética, a Operação Barbarossa, foi nomeado Gruppenkommandeur do IV Gruppe da JG 51. Foi condecorado com a Cruz de Cavaleiro da Cruz de Ferro no dia 1 de Agosto de 1941, depois da sua 31ª vitória, e mais tarde, a 16 de Setembro de 1941, recebeu as Folhas de Carvalho por ocasião da sua 59ª vitória; nesta altura, as Folhas de Carvalho eram a mais alta condecoração militar na Alemanha Nazi.
Nordmann foi nomeado Geschwaderkommodore da JG 51, no dia 10 de Abril de 1942, posição que assumiu durante dois anos. Ferimentos resultantes de uma colisão aérea, no dia 17 de Janeiro de 1943, impediram-no de voltar a pilotar em combates aéreos. Deixou o comando da JG 51 no dia 1 de Abril de 1944 e foi nomeado Jagdfliegerführer Ostpreussen. Nordmann serviu também em outras posições de chefia, no Jagdabschnittsführer 6 e na 1. Jagd Division, comandando esta até ao final da guerra. Depois da Segunda Guerra Mundial, Nordmann juntou-se à Mercedes-Benz. Trabalhou como Presidente da Mercedes-Benz na América do Norte de 1971 até ao final da sua vida, em 1982.